# Strega del mare (La sirenetta)
La strega del mare è un personaggio immaginario della fiaba La sirenetta di Hans Christian Andersen.

## Storia originale
La Strega del Mare convince la sirenetta, innamorata del principe e desiderosa di un'anima come gli esseri umani, a rinunciare alla sua bella voce, in cambio di una pozione che trasformerà la sua coda di pesce in due gambe come gli umani, così le fa una magia togliendole la parola; inoltre camminare sarà come essere trapassata dai coltelli e non potrà più tornare ad essere una sirena. Se il principe s'innamorerà di lei e la sposerà, la sirenetta otterrà un'anima e rimarrà con lui; se egli sposerà un'altra, al sorgere del sole dopo le nozze la Sirenetta morirà e si trasformerà in schiuma di mare.

## Abitazione
La Strega del Mare abita in un buio reame sottomarino che si trova nell'angolo più oscuro del regno paterno vicino al castello del Re del Mare. Il suo reame è formato da una sabbia grigia, fine e insidiosa, lì il mare è così blu che pare nero. Al confine del reame c'è il Fiume Ribollente, un fiume fatto di gorghi, vortici e violente correnti. Dopo il fiume c'è una vasta pianura paludosa e bollente, piena di geyser, chiamata dalla strega La Torbiera. La parte più vasta del reame della strega è il Bosco Orribile, una foresta di alberi, arbusti e cespugli, metà piante e metà polpi pronti ad afferrare e rendere prigioniero chiunque passi. La dimora della strega che si trova in una radura al centro della foresta è una grande caverna fatta di ossa di marinai morti in mare e carcasse di pesci morti. Nella casa della strega ed in tutto il suo reame vige un incantesimo che rende l'acqua respirabile dagli esseri umani.

## Caratteristiche
La Strega del Mare è una creatura introversa e misteriosa, di carattere inquieto, molto astuto e riflessivo. Ha sete di ricchezza, conoscenza e artefatti rari. Lei infatti fa affari con le creature del mare, con il popolo delle sirene e dei tritoni e persino con gli umani mortali, dando i suoi incantesimi in cambio della cosa più preziosa che i suoi clienti possiedono. Fino ad ora ha collezionato un enorme numero di tesori rari e potenti, che per lei rappresentano la cosa più preziosa che possiede.

## Poteri e alleati
La Strega del Mare è una fattucchiera molto potente, i suoi poteri non si estendono solo sul controllo del mare e delle sue creature ma con le sue pozioni, i suoi incantesimi e i suoi sortilegi più potenti riesce a modificare la realtà a suo piacimento. La strega è anche una maestra nei campi dell'illusione e della trasfigurazione, infatti non mostra mai ai suoi clienti il suo vero aspetto ma muta ogni volta le sue sembianze. Al servizio della strega c'è un grande esercito di pesci, mostri marini e creature del mare di vario genere pronti ad agire al comando della strega. La Strega del Mare è così potente che nonostante i suoi poteri siano legati al mare, i suoi incantesimi si manifestano anche sulla terraferma. Essendo un'entità magica di origini fatate/marine, la strega ha la magia nel sangue ed è immortale.

## Adattamenti
Film
- The Daydreamer (1966), dove è doppiata da Tallulah Bankhead
- Rusalochka (1968)
- La Sirenetta - La più bella favola di Andersen (1975), doppiata da Haruko Kitahama nella versione originale e da Anna Teresa Eugeni (primo doppiaggio) e Daniela Gatti (secondo doppiaggio) in quella italiana
- La piccola ninfa di mare (1976), dove è interpretata da Milena Dvorská
- La sirenetta (1989), dove prende il nome di Ursula ed è doppiata da Pat Carroll nella versione originale, e dall'attrice Sonia Scotti nel doppiaggio italiano
- The Little Mermaid (1992), dove si chiama Cassandra

Serie televisive
- Una sirenetta tra noi (1970)
- Una sirenetta innamorata (1991), dove ha il nome di Hedwig ed è doppiata da Liù Bosisio nella versione italiana
- Nel regno delle fiabe (Faerie Tale Theatre) (1987): interpretata da Karen Black
- Le fiabe più belle (Toei  1995)

- La sirenetta - Le nuove avventure marine di Ariel (1992), House of Mouse - Il Topoclub (2001): interpretata da Pat Carroll (attrice) doppiata da Cristina Grado nella versione italiana
- Mermaid Melody - Principesse sirene (2002)
- Tre gemelle e una strega (2004)
- Simsalagrimm, terza stagione (2010)
- Regal Academy (2016)